# Rejon lelczycki
Rejon lelczycki (biał. Лельчыцкі раён) – rejon w południowo-wschodniej Białorusi, w obwodzie homelskim. Leży na terenie dawnego powiatu mozyrskiego.

## Podział administracyjny
W skład rejonu wchodzą osiedle typu miejskiego Lelczyce oraz 12 następujących sielsowietów:
- Borowe
- Bujnowicze
- Bukcza
- Dubrowa
- Dziarżynsk
- Hłuszkiewicze
- Lelczyce
- Miłaszewicze
- Simonicze
- Stodolicze
- Tonież
- Udarnaje.